# Ware (Kent)
Ware to wieś w hrabstwie Kent, w Anglii. Znajduje się pomiędzy Canterbury i Ramsgate.